# Scincopus fasciatus
Scincopus fasciatus är en ödleart som beskrevs av  Peters 1864. Scincopus fasciatus ingår i släktet Scincopus och familjen skinkar. IUCN kategoriserar arten globalt som otillräckligt studerad. Inga underarter finns listade i Catalogue of Life.